# 吻巨棘角鮟鱇
吻巨棘角鮟鱇（学名：Rhynchactis leptonema）為輻鰭魚綱鮟鱇目棘茄魚亞目巨棘角鮟鱇科的其中一種，全球各大洋熱帶及副熱帶海域，屬深海魚類，棲息深度可達400公尺，雌魚體長可達12.6公分。

## 擴展閱讀
維基物種上的相關：吻巨棘角鮟鱇